# Brosville
Brosville is een gemeente in het Franse departement Eure (regio Normandië) en telt 636 inwoners (2004). De plaats maakt deel uit van het arrondissement Évreux.

## Geografie
De oppervlakte van Brosville bedraagt 7,2 km², de bevolkingsdichtheid is 88,3 inwoners per km².
De onderstaande kaart toont de ligging van Brosville met de belangrijkste infrastructuur en aangrenzende gemeenten.

## Demografie
Onderstaande figuur toont het verloop van het inwonertal (bron: INSEE-tellingen).